# Tricholathys
Tricholathys là một chi nhện trong họ Dictynidae.